# Club Bolívar
Il Club Bolívar è una società calcistica boliviana di La Paz. Milita nella Primera División, la massima serie del campionato boliviano.
Fu fondata a La Paz il 12 aprile 1925 con il nome di Atletico Bolívar Literario Musical. Lo stadio di casa è il Libertador Simón Bolívar, intitolato all'omonimo eroe sudamericano, anche se la squadra gioca spesso allo Stadio Hernando Siles.
È la compagine più vincente a livello nazionale, avendo conquistato 30 titoli nazionali, ed è stata la seconda squadra boliviana a raggiungere la finale di una competizione internazionale. Nel 2004, infatti, raggiunse la finale della Coppa Sudamericana, perdendo con il Boca Juniors (andata: 1-0; ritorno: 0-2). Importante anche l'approdo alle semifinale della Coppa Libertadores nel 2014.

## Storia

### Origini
Il Club Bolívar fu fondato a La Paz il 12 aprile 1925 su iniziativa di un gruppo di amici, che si riunirono in una casa coloniale nella calle Junín allo scopo di formare un'associazione sportiva, con particolare attenzione alla pratica del calcio. Dato che si celebrava il centenario della proclamazione della repubblica, si decise di optare per un nome che incarnasse l'ideale patriottico, scegliendo tra Franz Tamayo, Simón Bolívar e Antonio José de Sucre. Il nome scelto fu Club Atlético Bolívar, il cui primo presidente fu, in via provvisoria, Humberto Bonifacio, prima dell'elezione di Carlos Terán, affiancato da Ernesto Sainz, Héctor Salcedo, Rafael Navarro e Felipe Gutiérrez. I cinque si riunivano ogni fine settimana per giocare a calcio.

### Epoca dilettantistica
La prima squadra che disputò il campionato del 1927 annoverava Walter Miranda, Enrique Tellería, Felipe Gutiérrez Nieto, Víctor Leclere, Carlos Terán, Germán Garnica, Roberto Segaline, Miguel Carreón, Luis Ernesto Sanz, con capitano Humberto Barreda. Un anno dopo entrarono in squadra Alfredo Molina, Roberto Gómez e Carlos Álvarez.
La prima amichevole internazionale del Bolívar fu contro il Coquimbo Unido de Chil, che a La Paz vinse per 2-1 il 3 giugno 1927. Nel 1928 i celesti si piazzarono quinti in campionato e nel 1929 terzi. L'11 maggio 1930 iniziò il campionato, che si chiuse il 30 luglio allo Stadio Hernando Siles. Nel 1931 il campionato si limitò a sole quattro squadre, a causa di numerosi abbandoni.
Nel 1932, a causa dello scoppio della guerra del Chaco, il campionato, iniziato il 26 maggio, fu sospeso il 25 settembre. Il Bolívar fu dichiarato campione nazionale, dato che occupava il primo posto al momento della sospensione. Il protrarsi del conflitto prolungò la sospensione al 1933 e al 1934. Conclusa la guerra, il campionato riprese nel 1935. Nel 1937 il Bolívar si laureò per la seconda volta campione. Nel 1938 fu vice-campione, ma dal 1939 al 1942 fu di nuovo campione, per quattro anni consecutivi. facevano parte di questa squadra Walter Saavedra, Rojas, Romero, Plaza, Gutiérrez e Garzón. Nel 1943 e nel 1945 la squadra si piazzò di nuovo seconda.
Il 1947 è un anno importante per il Bolívar e il calcio boliviano, dato che esordì il talentuoso Víctor Agustín Ugarte, ritenuto il miglior calciatore boliviano di tutte le epoche.

## Organico

### Rosa 2023
| N. |                        | Ruolo | Calciatore         |
| -- | ---------------------- | ----- | ------------------ |
| 1  | Bolivia (bandiera)     | P     | Javier Rojas       |
| 2  | El Salvador (bandiera) | D     | Roberto Domínguez  |
| 3  | Bolivia (bandiera)     | D     | Adrián Jusino      |
| 4  | Bolivia (bandiera)     | D     | Jairo Quinteros    |
| 5  | Bolivia (bandiera)     | D     | Luis Gutiérrez     |
| 6  | Bolivia (bandiera)     | C     | Cristhian Machado  |
| 7  | Bolivia (bandiera)     | A     | Víctor Ábrego      |
| 8  | Bolivia (bandiera)     | D     | Diego Bejarano     |
| 9  | Argentina (bandiera)   | A     | Marcos Riquelme    |
| 10 | Bolivia (bandiera)     | A     | Vladimir Castellón |
| 11 | Bolivia (bandiera)     | D     | Enrique Flores     |
| 12 | Paraguay (bandiera)    | D     | Teodoro Paredes    |
| 13 | Bolivia (bandiera)     | P     | Guillermo Vizcarra |
| 14 | Bolivia (bandiera)     | D     | Joel Fernández     |
| 16 | Paraguay (bandiera)    | C     | Fidencio Oviedo    |

| N. |                      | Ruolo | Calciatore         |
| -- | -------------------- | ----- | ------------------ |
| 17 | Bolivia (bandiera)   | A     | Juan Carlos Arce   |
| 18 | Argentina (bandiera) | A     | Jorge Pereyra Díaz |
| 19 | Bolivia (bandiera)   | D     | Oscar Ribera       |
| 20 | Spagna (bandiera)    | D     | Alberto Guitián    |
| 21 | Bolivia (bandiera)   | D     | Roberto Fernández  |
| 22 | Bolivia (bandiera)   | C     | Pedro Azogue       |
| 23 | Bolivia (bandiera)   | A     | Leonardo Vaca      |
| 24 | Bolivia (bandiera)   | C     | Hernán Rodríguez   |
| 25 | Bolivia (bandiera)   | P     | Widen Rojas        |
| 26 | Bolivia (bandiera)   | C     | Erwin Saavedra     |
| 28 | Bolivia (bandiera)   | C     | Erick Cano         |
|    | Bolivia (bandiera)   | A     | Luis Alí           |
|    | Spagna (bandiera)    | C     | Álex Granell       |
|    | Argentina (bandiera) | A     | Leonardo Ramos     |

## Palmarès

### Competizioni nazionali
- Campionato boliviano: 31  (record)

1950, 1953, 1956, 1966, 1968, 1976, 1978, 1982, 1983, 1985, 1987, 1988, 1991, 1992, 1994, Clausura 1996, 1997, 2002, Apertura 2004, Adecuación 2005, Clausura 2006, Apertura 2009, Torneo Adecuación 2011, Clausura 2013, Apertura 2015, Clausura 2015, Apertura 2017, Clausura 2017, Apertura 2019, Apertura 2022, 2024
- Copa Aerosur: 2

2009, 2010
- Copa Bolivia: 4

1979, 1989, 1990, 2001
- Copa de la División Profesional: 1

2023

### Altri piazzamenti
- Campionato boliviano:

Secondo posto: 1984, 1990, 1993, Apertura 1999, Clausura 1999, Clausura 2001, Apertura 2005, Apertura 2007, Apertura 2007, Clausura 2009, Clausura 2010, Apertura 2015, Apertura 2016, 2023
Terzo posto: Apertura 2000, Clausura 2003, Apertura 2012
- Copa Aerosur:

Finalista: 2005
- Coppa Libertadores:

Semifinalista: 1986, 2014
- Coppa Sudamericana:

Finalista: 2004
Semifinalista: 2002

## Statistiche

### Risultati nelle competizioni CONMEBOL
- Coppa Libertadores: 30 partecipazioni

1967 - Fase Gironi
1969 - Fase Gironi
1970 - Fase Gironi
1976 - Fase Gironi
1977 - Fase Gironi
1979 - Fase Gironi
1983 - Fase Gironi
1984 - Fase Gironi
1986 - Semifinali
1988 - Secondo Turno
1989 - Secondo Turno
1991 - Secondo Turno
1992 - Secondo Turno
1993 - Secondo Turno
1994 - Quarti di finale
1995 - Secondo Turno
1997 - Quarti di finale
1998 - Quarti di finale
2000 - Quarti di finale
2002 - Fase Gironi
2003 - Fase Gironi
2004 - Fase Gironi
2005 - Fase Gironi
2006 - Fase Gironi
2007 - Fase Gironi
2010 - Fase Gironi
2011 - Turno preliminare
2012 - Ottavi di finale
2013 - Primo Turno
2014 - Semifinali
2016 - Fase Gironi
- Coppa Sudamericana: 6 partecipazioni

2002: Semifinali
2003: Fase preliminare
2004: Finalista
2005: Fase preliminare
2006: Fase preliminare
2008: Primo turno